# انتشار ثقافي

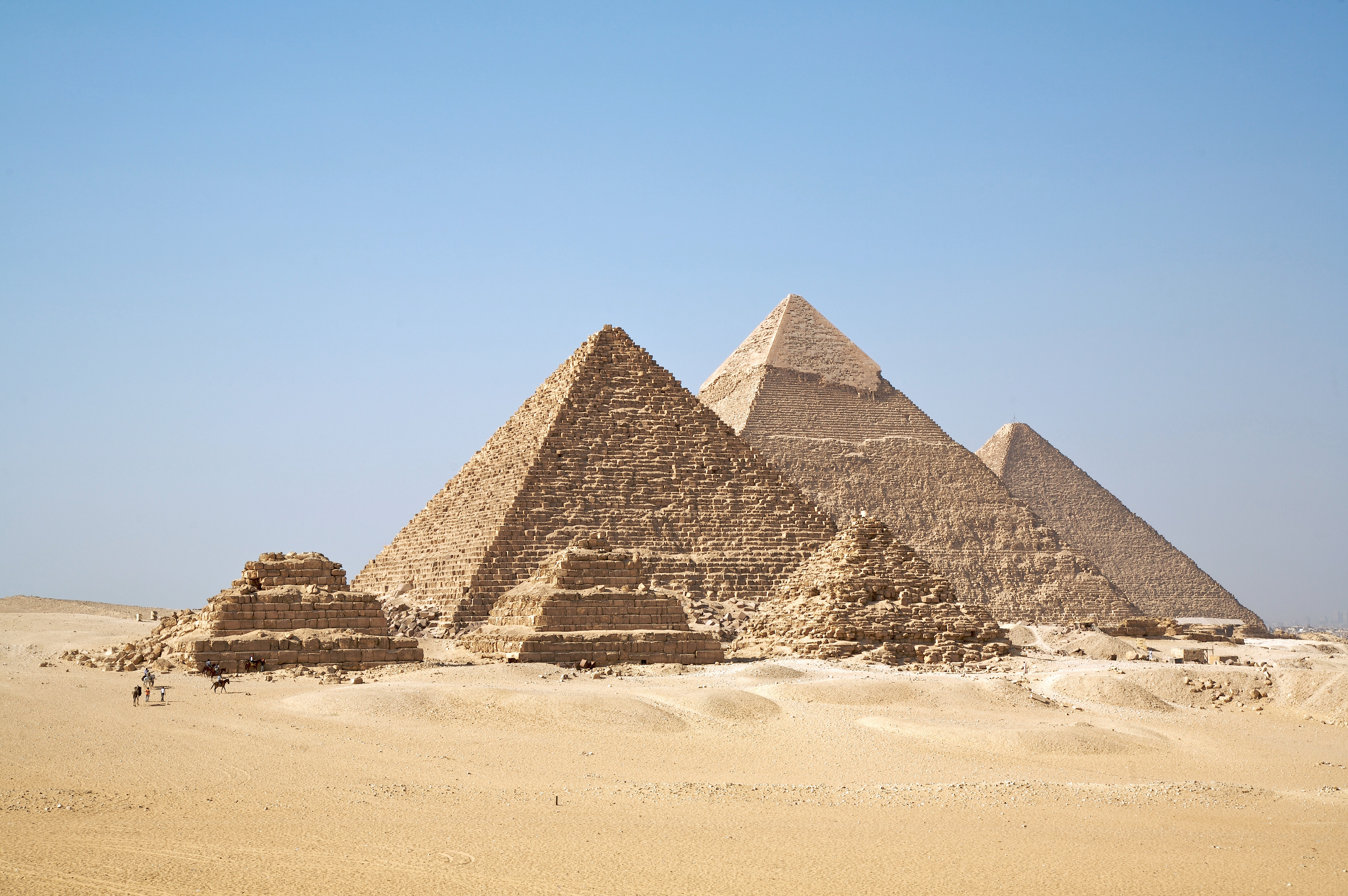

الانتشار الثقافي (بالإنجليزية: Cultural diffusion)‏ أو بالصياغة الحديثة (Trans-cultural diffusion) هو مفهوم يصف انتشار العناصر الثقافية مثل الأديان واللغات والتكنولوجيا وطرق المعيشة بين الأفراد، حتى لو كان الانتشار من حضارة واحدة إلى أخرى، وهو يختلف عن مصطلح انتشار المبتكرات.
ويعتبر عالم الإنسان ألفريد كروبر أول من اصطلح المفهوم، وقد أورده في كتاب انتشار المثيرات (Stimulus Diffusion) عام 1940، ويستخدم المفهوم في علم الإنسان الثقافي والجغرافيا الثقافية. وقد قسم علماء الإنسان الانتشار الثقافي إلى نوعين، النوع الأول هو انتشار يحدث بالصدفة، والنوع الثاني انتشار يحدث بقصد وترتيب مُسبق، وفرقوا بين وسائل الانتشار مثل الهجرة والغزو والإيحاء والاستعارة وغيرهم ، وتقوم النظرية الانتشارية على فكرة ندرة الابتكارات فهي تفسر الابتكارات المتشابهة بين الشعوب بالاقتباس لا بالتوازي في الابتكارات.

## العناصر اللازمة للانتشار
حدد علماء الإنسان بعض العناصر اللازمة لكي تنتقل وتنتشر الثقافة من مجتمعات لمجتمعات أخرى، ومن أبرز هذه العناصر:
1. لا بد من توفر طرفين: مُصدِّر ومستورد، ويعتبر المستورد الطرف الأهم لأن لديه الحرية في قبول أو رفض العنصر الثقافي.[2]
2. توفر فرصة للاتصال بين الطرفين، وكلما ازدادت قدرة المجتمع على الاتصال بالمجتمعات الأخرى ازداد تقدمه الثقافي، والمجتمعات المنعزلة عن المجتمعات الأخرى تكون على نسبة من التخلف الثقافي، ويمكننا أخذ جزيرة تسمانيا كمثال على صحة الفرضية، فسكان الجزيرة انعزلوا عن البشرية منذ حوالي عشرين قرنًا، وحينما جاء الأوربيون وجدوا أنهم على قدر كبير من التخلف الثقافي والبدائية، وهذا القدر هو نفسه القدر الذي كانوا عليه منذ حوالي عشرين قرنًا.[3]
3. وجود تشابه أو توافق عام بين العنصر الثقافي، فالمجتمع لا يختار العنصر الثقافي إلا حينما يكون ملائمًا أو يوجد نوع من التلائم معه، [4]، وكمثال على الفرضية هو قبول الهندوس للأفكار الدينية والفلسفية وإضافتها لدينهم، وعدم قبولهم الأفكار العلمية باعتبار أن العالم المادي غير مهم بالنسبة لهم [5]، ومع ذلك يوجد بعض علماء الإنسان يرفضون هذه الفرضية مثل عالمة الإنسان الأمريكية روث بندكت، حيث قالت بأن هناك أدلة في جميع أنحاء العالم تثبت استقبال الإنسان للعناصر الثقافية دون أن يكون هناك توافق في الأصول بين المجتماعات المشتركة في عملية الانتشار، فطالما ليس هناك مانع بيولوجي فلا توجد مشكلة تعسر عملية الانتشار.[6]
4. عدم بعد المسافة بين المجتمعات المشتركة في الانتشار، حيث أن المجتمعات تقتبس من المجتمعات القريبة منها، إلا فقط المجتمعات التي تستطيع الاتصال بالمجتمعات البعيدة عنها.[7]

## وصلات خارجية
الانتشار الثقافي Cultural diffusion: موقع أرنتروبوس